# Иль-де-Фок
Иль-де-Фок (фр. Ile des Phoques — «остров тюленей») — остров у восточного побережья острова Тасмания (Австралия), входит в состав штата Тасмания. Площадь острова 0,08 км².

## География
Иль-де-Фок находится к юго-западу от полуострова Фрейсине (Freycinet Peninsula) и острова Шутен (Schouten Island). Он принадлежит к так называемой «группе островов Шутен» (Schouten Island Group), к которой, помимо острова Шутен и самого́ Иль-де-Фок, также причисляют острова Наггетс (The Nuggets), Даймонд (Diamond Island), Гавернер (Governor Island), Пикник (Picnic Island), Тайлефер-Рокс (Taillefer Rocks), Рефьюдж (Refuge Island) и Литл-Кристмас (Little Christmas Island).
С востока Иль-де-Фок омывается водами Тасманова моря, а на севере от него находится залив Грейт-Ойстер-Бей (Great Oyster Bay). Высшая точка острова — 50 м.

## История
Иль-де-Фок был назван в 1802 году французским мореплавателем Николя-Тома Боденом (Nicholas Baudin), экспедиция которого в 1802—1803 годах подробно исследовала полуостров Фрейсине, остров Шутен и другие острова у восточного побережья Тасмании.
Вскоре после этого Иль-де-Фок стали посещать охотники на тюленей — на острове находятся развалины их хижин, датированные примерно 1805—1830 годами.
На английской карте 1826 года остров Иль-де-Фок был обозначен как Уайт-Рок (англ. White Rock — «белая скала»). В изданном в 1877 году справочнике употреблялись оба названия — Иль-де-Фок и Уайт-Рок.

## Фауна
На острове находится большая колония австралийских морских котиков (англ. Australian fur seals), являющихся подвидом капских морских котиков и принадлежащих к семейству ушастых тюленей. В прибрежных водах много дельфинов. С мая по август у острова можно наблюдать горбатых китов (англ. Humpback whales) и южных гладких китов (англ. Southern right whales).